# Castle Comfort
Castle Comfort ist ein Ort im Südwesten von Dominica. Die Gemeinde liegt im Parish Saint George.

## Geographische Lage
Castle Comfort schließt direkt an die Ortschaft Wallhouse und an Außenbezirke der dominicanischen Hauptstadt Roseau an.